# Jatropha uncinulata
Jatropha uncinulata är en törelväxtart som beskrevs av Radcl.-sm.. Jatropha uncinulata ingår i släktet Jatropha och familjen törelväxter. Inga underarter finns listade i Catalogue of Life.